# 알파테 SC
알파테 SC(아랍어: الفتح)는 사우디아라비아 알하사를 연고로 하는 축구 클럽이다. 이 팀은 1958년에 창단되었다.

## 선수 명단

### 현재 선수 명단
참고: FIFA 자격 규정에 따라 소속된 국가대표팀 국기를 표시합니다. 선수는 복수의 FIFA 비회원국 국적을 가지고 있을 수 있습니다.
| 번호 | 포지션 | 국적           | 이름                              |
| ---- | ------ | -------------- | --------------------------------- |
| 1    | GK     |                | 야콥 린네                         |
| 2    | DF     | 사우디아라비아 | 알리 알주바이디                   |
| 3    | DF     | 사우디아라비아 | 지야드 알자리                     |
| 4    | MF     |                | 조던 해리슨                       |
| 5    | DF     | 사우디아라비아 | 파하드 알하르비                   |
| 7    | MF     | 사우디아라비아 | 무크타르 알리 (알나스르에서 임대) |
| 8    | MF     | 사우디아라비아 | 누흐 알무사                       |
| 10   | MF     | 아르메니아     | 루카스 셀라라얀                   |
| 11   | MF     | 모로코         | 무라드 바트나                     |
| 12   | DF     | 사우디아라비아 | 사이드 바티야                     |
| 13   | DF     | 사우디아라비아 | 메샬 알함단                       |
| 14   | MF     | 사우디아라비아 | 모함메드 알푸하이드 (주장)        |
| 15   | MF     | 사우디아라비아 | 하산 알모함메드                   |
| 17   | DF     | 모로코         | 마르완 사단                       |
| 18   | MF     | 사우디아라비아 | 모함메드 알사이드                 |
| 20   | FW     | 사우디아라비아 | 압둘라 알모그렌                   |
| 21   | FW     | 카보베르데     | 자니니                            |
| 24   | DF     | 사우디아라비아 | 아마르 알다힘                     |
| 25   | DF     | 사우디아라비아 | 타우피크 부히메드                 |
| 26   | GK     | 사우디아라비아 | 무스타파 말라예카흐               |

| 번호 | 포지션 | 국적           | 이름                |
| ---- | ------ | -------------- | ------------------- |
| 28   | MF     | 알제리         | 소피안 벤데브카     |
| 29   | FW     | 사우디아라비아 | 알리 알마수드       |
| 32   | MF     | 사우디아라비아 | 후사인 알모마틴     |
| 35   | MF     | 사우디아라비아 | 파이살 알압둘와헤드 |
| 36   | MF     | 사우디아라비아 | 라칸 알카흐타니     |
| 37   | MF     |                | 크리스티안 테요     |
| 40   | GK     | 사우디아라비아 | 사탐 알수바이에     |
| 42   | DF     | 사우디아라비아 | 아흐메드 알줄라이단 |
| 49   | FW     | 사우디아라비아 | 사드 알슈라파       |
| 55   | GK     | 사우디아라비아 | 왈리드 알에네지     |
| 64   | DF     |                | 자종 드나예         |
| 66   | MF     | 사우디아라비아 | 아바스 알하산       |
| 75   | MF     | 사우디아라비아 | 푸아드 알샤카크     |
| 77   | FW     | 사우디아라비아 | 알리 알자셈         |
| 83   | DF     | 사우디아라비아 | 살렘 알나지디       |
| 87   | DF     | 사우디아라비아 | 카셈 라자미         |
| 88   | MF     | 사우디아라비아 | 오트만 알오트만     |
| 94   | MF     | 사우디아라비아 | 압둘라 알아나지     |
| 99   | FW     | 사우디아라비아 | 하산 알 살리스      |

### 임대 선수 명단
참고: FIFA 자격 규정에 따라 소속된 국가대표팀 국기를 표시합니다. 선수는 복수의 FIFA 비회원국 국적을 가지고 있을 수 있습니다.
| 번호 | 포지션 | 국적           | 이름                                  |
| ---- | ------ | -------------- | ------------------------------------- |
| 30   | MF     | 사우디아라비아 | 오사마 알모바이리크 (알라우다로 임대) |
| 38   | MF     | 사우디아라비아 | 로아이 알조하니 (알카이수마로 임대)   |

| 번호 | 포지션 | 국적 | 이름                                     |
| ---- | ------ | ---- | ---------------------------------------- |
| —    | MF     | 페루 | 크리스티안 쿠에바 (알리안사 리마로 임대) |

## 역대 감독
| 감독            | 임기        |
| --------------- | ----------- |
| 슬라벤 빌리치   | 2023 ~ 2024 |
| 옌스 구스타프손 | 2024        |

틀:알파테 SC 선수 명단